# Смілка литовська
Смі́лка лито́вська (Silene lithuanica) — однорічна, інколи — дворічна рослина родини гвоздикових. Рідкісний вид, занесений до Європейського Червоного списку, Червоного списку Польщі, Червоних книг України та Литви. Має обмежене застосування як декоративна та протиерозійна культура.

## Опис

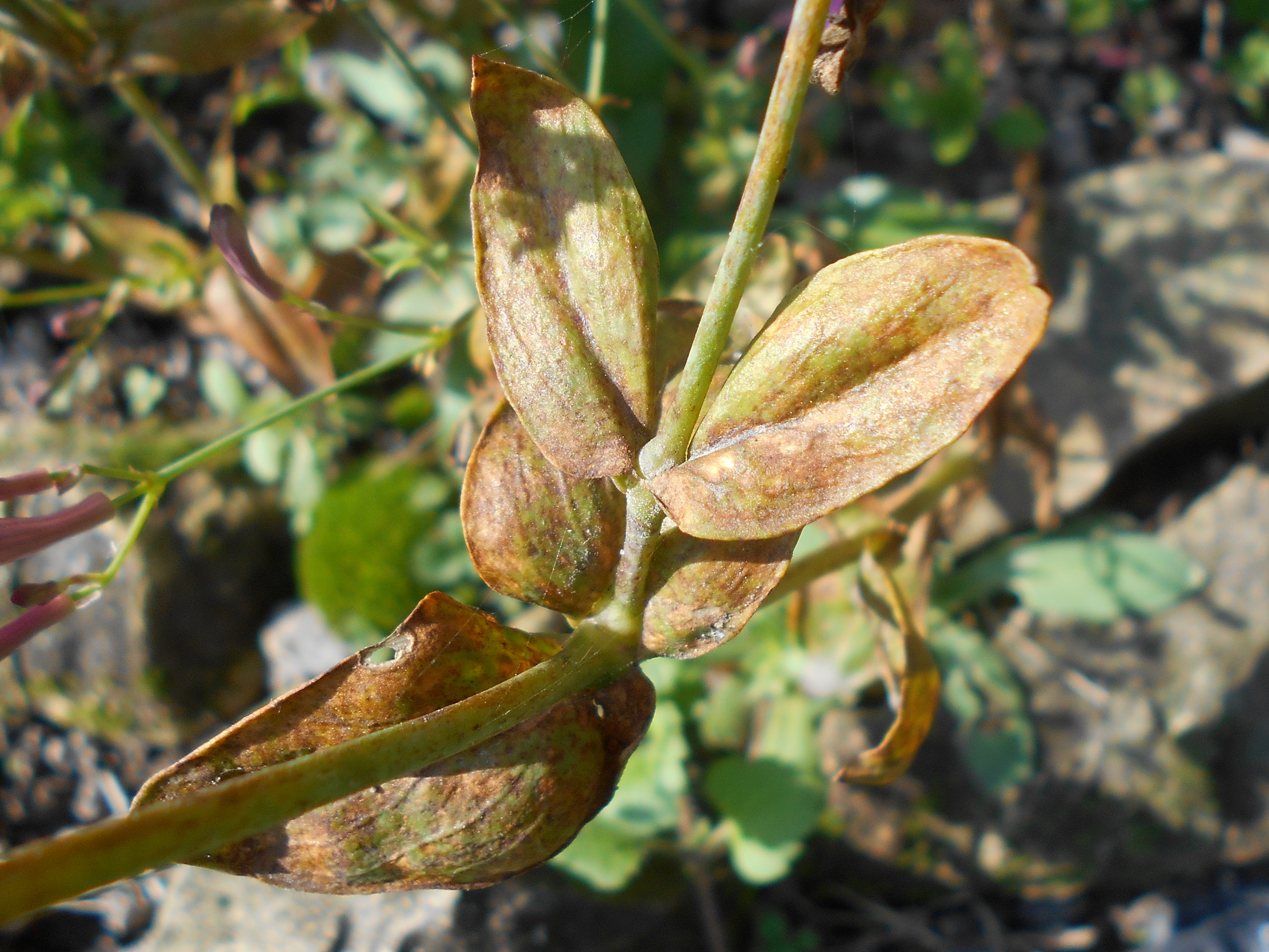
Листки наприкінці вегетації.

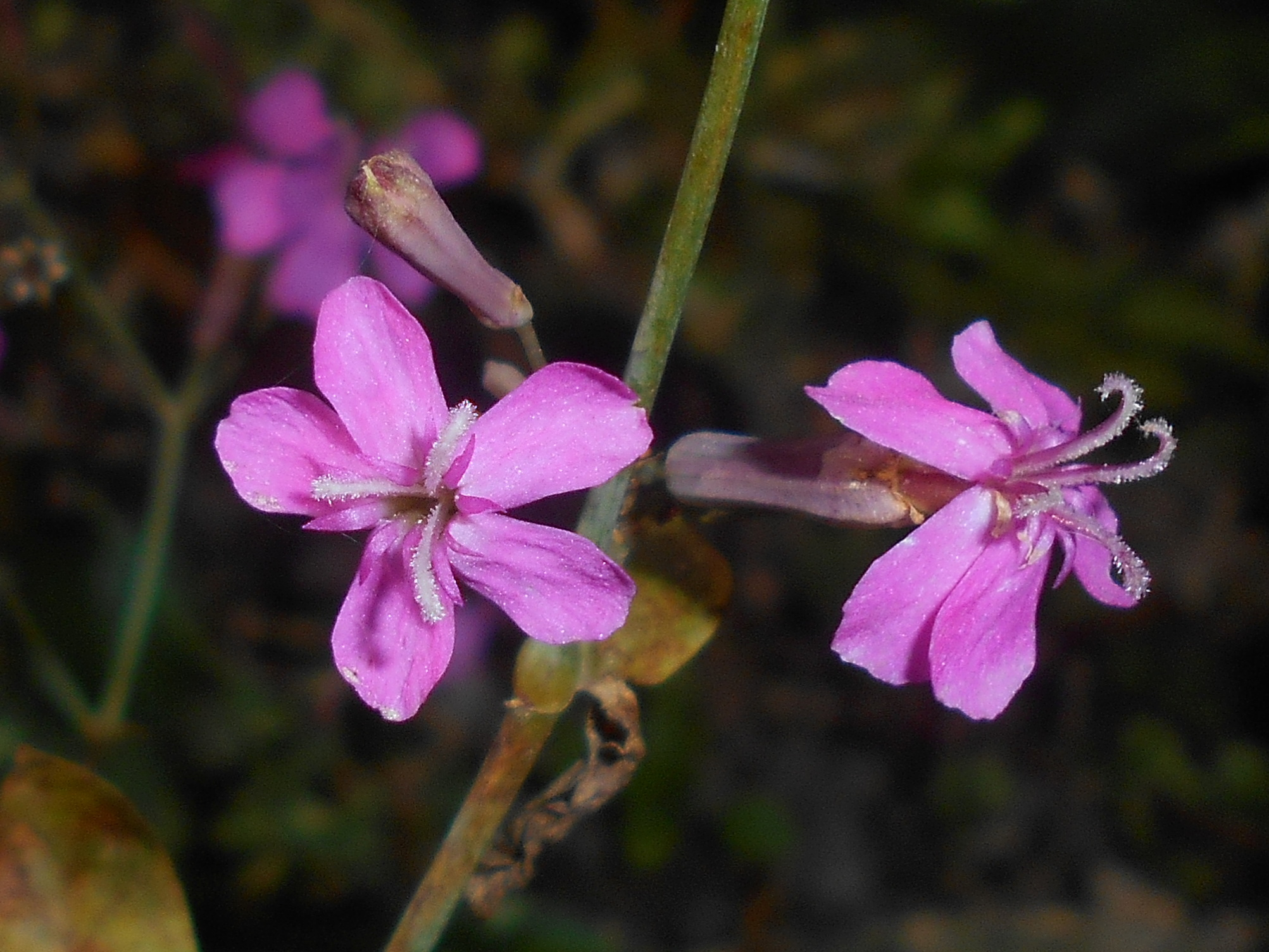
Квіти великим планом.

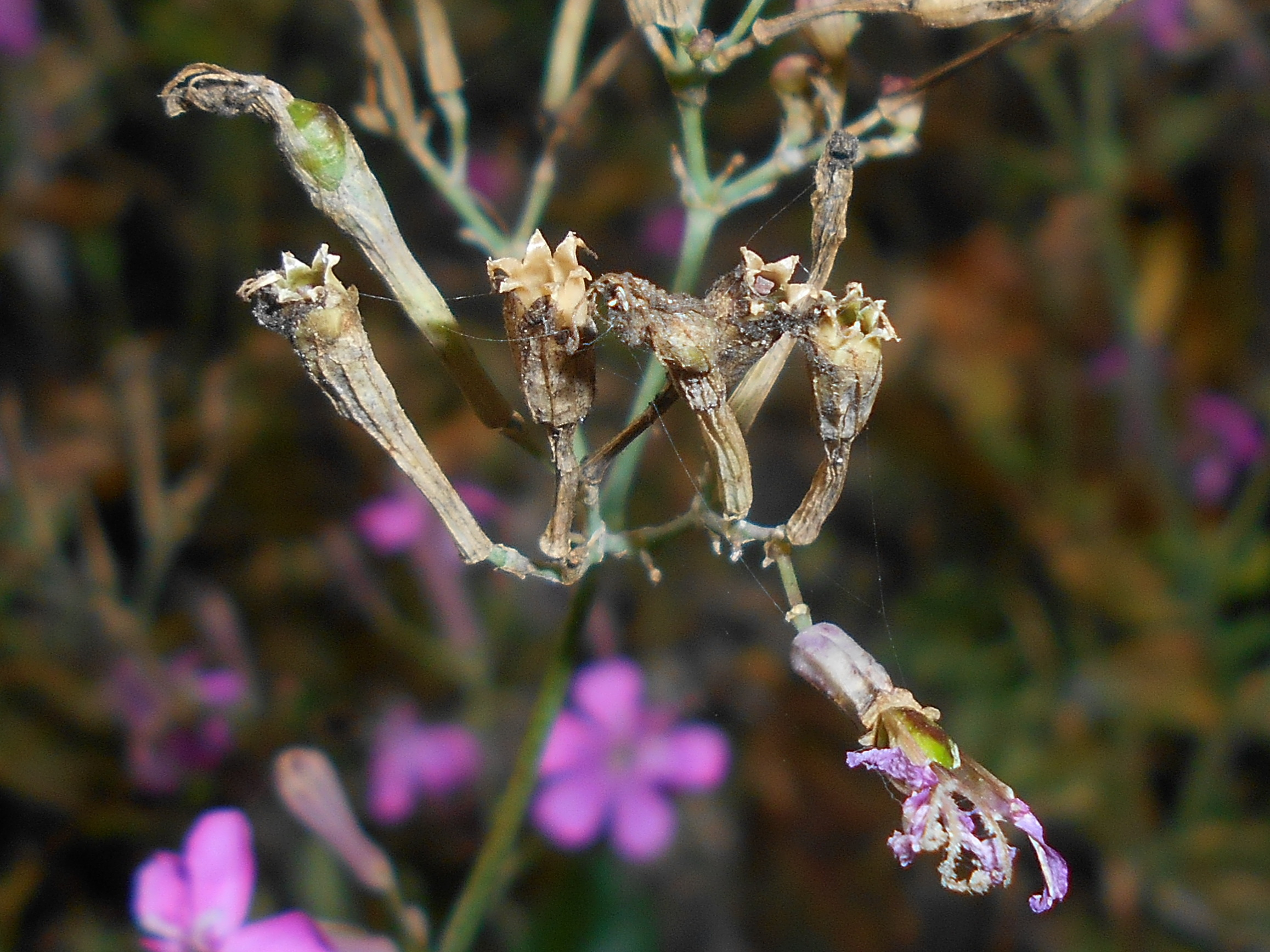
Плоди.

Однорічна, рідше — дворічна трав'яниста рослина заввишки 20—50 см, яку відносять, залежно від тривалості життєвого циклу, або до терофітів, або до гемікриптофітів. Надземна частина смілки литовської зазвичай складається з одного стебла. Воно прямостояче, струнке, голе, у верхній частині вилчасто-розгалужене і липке. Листки супротивні, причому найнижчі з них зібрані в розетку, а нижні стеблові зближені між собою. Розеткові листки лопаткоподібної форми, стеблові сидячі, ланцетні, із гострою верхівкою та виразною центральною жилкою. Стебло і листки мають сизуватий відтінок від воскового нальоту.
Суцвіття — щиткоподібні напівзонтики, розташовані на кінцях гілок і стебла. Квітки актиноморфні, п'ятичленні, пурпурові, рідше — білі, завширшки до 15 мм. Чашечка трубчаста, довга, біля самої верхівки трохи звужена, із короткими тупими зубчиками. Віночок трубчастий, із широким відгином. Вільна частина пелюсток оберненояйцеподібної форми. Тичинок 10. Маточка із трьома рильцями.
Плід — циліндрична коробочка завдовжки 8-10 мм. Насіння дрібне, коричневе.

### Визначення
Смілка литовська дуже схожа на Silene armeria так, що іноді її навіть розглядають як підвид цього виду. Для їх розрізнення користуються такими морфологічними ознаками.
| Назва виду       | Стебло                      | Листки                           | Жилкування                                      | Квітки                  |
| Смілка литовська | Розгалужене лише вгорі      | Від лопаткоподібних до ланцетних | Добре помітна одна центральна жилка             | Пурпурові, рідко — білі |
| Silene armeria   | Часто галузиться від основи | Широкояйцеподібні                | Сітчасте, жилки помітні по всій поверхні листка | Рожеві                  |

## Поширення
Ареал смілки литовської охоплює північний захід Східної Європи. Його кордони на півночі проходять через південну частину Литви — історичний регіон, називаний Дзукією, на сході пролягають через територію Білорусі, на півдні включають північно-західні області України, а на заході перетинають схід Польщі. Таким чином, кожна з перелічених країн зростання фактично є прикордонною.
Попри це, основні райони зростання смілки литовської все ж таки зосереджені в Литві, на Дайнавській рівнині, через що ця рослина і отримала свою видову назву. У Литві її осередки знайдені в Алітуському, Лаздийському, Шальчиніцькому, Тракайському, Варенському та Вільнюському районах.
В Україні знахідки смілки литовської реєстрували у Волинській, Рівненській, Житомирській, Київській та Чернігівській областях, втім, найчисельніші популяції знаходяться у Правобережному Поліссі. У Польщі чисельні популяції смілки литовської існують лише у Західному Поліссі, в околицях міста Володава, крім них, одиничні місця зростання є у Мазурському Поозер'ї.

## Екологія
Рослина морозостійка, світлолюбна, доволі витривала до нестачі ґрунтової вологи, оскільки полюбляє сухі піщані ділянки, бідні на поживні речовини. Водночас вона нестійка до повітряної посухи та високих літніх температур. Улюбленими біотопами смілки литовської є узлісся борів, вересові галявини, просіки, протипожежні смуги у соснових лісах. Часто трапляється на піщаних схилах, які утворилися внаслідок природної чи техногенної ерозії. Смілка литовська входить до рослинних угруповань класу KoelerioCorynephoretea. У природі вона може зростати поодинокими особинами або утворювати куртини з кількох десятків рослин.
Вид розмножується лише насінням. Квітне у липні-серпні. Під час цвітіння смілка литовська приваблює як денних, так і нічних запилювачів, перш за все метеликів. Серед денних комах її квіти найчастіше відвідують махаони, цитринці та сонцевики, серед нічних метеликів в числі її запилювачів відмічені бражники, совки, коконопряди. Плоди достигають у серпні-вересні. Насіння проростає нерівномірно: частина насінини може дати сходи вже навесні наступного року, а частина — через рік.

## Статус і значення виду

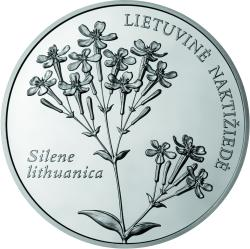
Реверс пам'ятної монети «Смілка литовська».

Попри те, що ареал смілки литовської доволі осяжний, вид цей природно нечисленний. Вже через півстоліття після наукового відкриття смілка литовська у себе на батьківщині була занесена до Червоної книги (у 1962 році). Втім, цей охоронний захід виявився недієвим, за кілька десятків років потому цю рослину занесли до Червоної книги України, Червоного списку Польщі, а зрештою, і до Європейського Червоного списку. На скорочення її чисельності несприятливо впливають чутливість виду до сукцесійних змін, а також штучне заліснення, витоптування і зривання рослин. Охорону популяцій смілки литовської здійснюють перш за все у Литві (заповідник Чапкяляй, Дзукійський національний парк) та Україні (Поліський і Рівненський заповідники, Шацький національний природний парк). З огляду на те, що ця рослина — один з небагатьох біологічних таксонів, який носить «литовський» епітет, Банк Литви випустив на її честь пам'ятну монету.
Господарське значення цього виду вкрай обмежене. Інколи його вирощують у садках як декоративну рослину, але смілка литовська заслуговує на ширше розповсюдження. Окрім привабливого вигляду вона цінна здатністю закріплювати сипучі піски, тому мож бути використана для рекультивації еродованих ділянок.

## Таксономія
Систематики України, Литви, Польщі розглядають цей таксон як самостійний вид, споріднений із Silene armeria, інші вчені дотримуються думки, що смілка литовська є лише підвидом Silene armeria. Таблиця морфологічних відмінностей цих двох таксонів подана у розділі «Опис. Визначення». Слід зазначити, що смілка литовська не має народних назв в українській мові, а також синонімів у міжнародній латинській номенклатурі.